# 權宜問題
權宜問題（raise a question of privilege）是一項議事程序，旨在保障參會者的基本議事權利，對於議場內足以干擾個人或全體的突發事件，可以立即要求主席解決，通常用於維護議事環境的秩序與舒適，屬於權利動議的一種。根據《羅伯特議事規則》，權宜問題毋需附議，不可以討論、重提或修正，也不需要表決，由主席自行裁定受理與否及解決方式。在位階上，權宜問題特權優先，不需要經過主席排定發言次序就可提出

## 用途
合議性團體的與會者可以針對議場的舒適度、安全性、秩序與其它妨礙權利的事項提出權宜問題，向主席報告理由後，由主席裁定是否受理及解決方式；假若主席不願受理，或解決方式不合與會者之意，可以再提出申訴動議，經由附議、表決等程序強制主席受理權宜問題。位階上，權宜問題高於休息動議、散會動議和延會動議。
假若某事項僅影響單一與會者的權利，則稱為個人權宜問題（point of personal privilege），例如需要協助、突發疾病或緊急事件，或其他與會者的不適當行為。她或他可以立即舉手向主席報告：「主席，本席提出權宜問題，因為……」假若此問題正好打斷某位與會者的發言，而主席判定情況並不緊急，則此問題之發言順序會被排到當前發言者之後。
權宜問題不能打斷正在進行中的表決程序。